# برنار دارمه
برنار دارمه (فرانسوی: Bernard Darmet‎; ۱۹ اکتبر ۱۹۴۵ – ۶ فوریهٔ ۲۰۱۸) دوچرخه‌سوار اهل فرانسه بود.